# Drenkowo
Drenkowo (bułg. Дренково) – wieś w Bułgarii, w obwodzie Błagojewgrad, w gminie Błagojewgrad. Według danych szacunkowych Ujednoliconego Systemu Ewidencji Ludności oraz Usług Administracyjnych dla Ludności, 15 grudnia 2018 roku miejscowość liczyła 46 mieszkańców.